# Gul evighedsblomst
Gul evighedsblomst (Helichrysum arenarium) er en 15-30 cm høj urt, der vokser på sandet agerjord og overdrev. Planten er tæt gråfiltet.

## Beskrivelse
Gul evighedsblomst er en flerårig urt med en opstigende eller opret vækst. Om foråret dannes en roset af grundstillede blade, der er omvendt ægformede og helrandede. Det er derfra, den enlige eller de få stængler skyder frem. Stænglerne er runde og behårede, og de bærer spredtstillede blade, som er linjeformede og helrandede. De er grå og tæt behårede på begge sider. Blomstringen sker i juli-september, hvor man ser de endestillede stande, som består af små kurve. De enkelte blomster er gule eller orangerøde og rørformede. Frugterne er nødder med hårformet fnok.
Rodnettet er kraftigt med en tyk pælerod og mange siderødder.
Højde x bredde og årlig tilvækst: 0,25 x 0,20 m (25 x 20 cm/år).

## Voksested
Gul evighedsblomst findes i det meste af Europa, og den er hyppigt forekommende på sandede, magre jorde med fuld sol og lav vegetation som agerjord, overdrev og i klitter. I Danmark findes den hist og her på Øerne, Djursland og i Midtjylland.
På tidligere ralgravningsarealer ved Øer (nær Ebeltoft) findes den sammen med bl.a. slangehoved, alm. mælkeurt, engelsk visse, gul snerre, harekløver, hedelyng, kort øjentrøst, lancetvejbred, liden klokke, liden skjaller, lægeoksetunge, majgøgeurt og markbynke.
| Portal | Portal:Botanik |

## Note
1. ↑  Egne iagttagelser: Sten Porse